# 12 Victoria
12 Victoria (latină Victōria) este un asteroid din centura de asteroizi. 

## Denumirea asteroidului
Este numit după Victoria, zeița victoriei din mitologia romană (echivalentul zeiței Nike din mitologia greacă). În același timp, asteroidul poartă și numele reginei Marii Britanii, din epoca descoperirii, Victoria.

## Descoperirea asteroidului
Asteroidul 12 Victoria a fost descoperit de John Russell Hind la 13 septembrie 1850, cu ajutorul telescopului de 7 țoli / inchi (~178 mm) al observatorului privat a lui George Bishop (al cărui director era) de la Regents Park din Londra, Marea Britanie.

## Descriere
Primii asteroizi descoperiți posedă câte un simbol astronomic, iar cel al asteroidului Victoria este .
Observațiile radar și interferometrice arată că forma asteroidului Victoria este alungită, și se bănuiește că este un asteroid binar.
Victoria a ocultat stele în trei rânduri.